# Krig og kager
Krig og kager er en dansk børnefilm fra 2006, der er instrueret af Jannik Hastrup efter manuskript af Michael Foreman.

## Handling
Kong Løve kan se, at alle dyrene i hans rige sulter, så han beslutter sig for at opsøge de tykke mennesker, der har masser af mad. Han vil forsøge at overtale menneskenes konge til at dele maden med dyrene. Men menneskenes konge beskylder kong Løve for at ville stjæle deres mad, og der opstår stor ståhej.